# Adolf Lenz
Adolf Lenz (* 17. Jänner 1868 in Wien; † 28. Oktober 1959 ebenda) war ein österreichischer Kriminologe und Strafrechtler, der vor allem als Gründer und Vorsitzender der „Kriminalbiologischen Gesellschaft“ (ab 1927) und als Leiter des Kriminologischen Instituts der Universität Graz bekannt wurde.

## Leben
Seine Promotion zum Doktor der Rechtswissenschaften erfolgte im Jahre 1891 an der Universität Wien, wo er sich 1894 auch habilitierte. In den Jahren 1900/1901 war er Dekan der Rechtswissenschaftlichen Fakultät in Freiburg im Breisgau. Von 1902 bis 1910 war er als ordentlicher Professor für Strafrecht und Strafprozessrecht an der Universität Czernowitz (Chernivtsi) tätig. Von 1903 bis 1904 war er Dekan der dortigen Rechtswissenschaftlichen Fakultät. Im Jahre 1909 ging er nach Graz, wo er von 1922 bis 1923 als Rektor der Universität und mehrmals als Dekan der rechtswissenschaftlichen Fakultät fungierte. An der Universität Graz war er Nachfolger des Kriminologen und Untersuchungsrichters Hans Gross und akademischer Lehrer des Kriminologen Ernst Seelig.
Adolf Lenz forschte vor allem in den Bereichen des Völkerrechts, des Strafrechts und der Kriminologie. Sein Hauptwerk war die Begründung der ganzheitlich ausgerichteten Kriminalbiologie. Lenz vermeinte, mittels „intuitiver Schau“ die Persönlichkeit von Kriminellen unmittelbar ergründen zu können. Diese irrational-einfühlenede Methode ergänzte er mit Körpervermessungen. Angelehnt an die Konstitutionsbiologie von Ernst Kretschmer versuchte er, bestimmten Körperbautypen bestimmte Temperamentsformen zuzuschreiben. Das Ziel von Lenz’ Kriminalbiologischen Untersuchungen war die Feststellung der „Persönlichkeitsschuld“ von Kriminellen. Lenz strebte es an, Täter nicht mehr allein für ihre Taten zu bestrafen, sondern dafür, dass sie eben sind, wie sie sind. Aus heutiger Sicht ist diese ganzheitlich-intuitive Form der Kriminalbiologie als unwissenschaftlich zu bezeichnen.
In den Jahren 1929–1931 ist der Beginn seiner psychologischen Forschungen über die Persönlichkeit von Mördern zu vermuten, die in der 1931 veröffentlichten Gemeinschaftsstudie Mörder: die Untersuchung der Persönlichkeit als Beitrag zur Kriminalbiologischen Kasuistik und Methodik gipfelten.
Lenz war außerdem politisch engagiert: Im Österreich der Ersten Republik und im autoritären Ständestaat war er Mitglied der Heimwehren und ab 1934 als Vertreter der Wissenschaft im Bundeskulturrat Mandatar des Schuschnigg-Regimes. Dem Nationalsozialismus stand er ablehnend gegenüber, sodass seine Bedeutung nach 1938 schwand. Nach dem Zweiten Weltkrieg wurde er zwar zum Ehrenvorsitzenden der neu gegründeten „Kriminalbiologischen Gesellschaft“ ernannt, trat aber wissenschaftlich und politisch nicht mehr in Erscheinung.

## Werke
- Der strafrechtliche Schutz des Pfandrechts. Ein Beitrag zur Geschichte und Dogmatik des Schuldrechts. Stuttgart 1893. OCLC 902929825
- Die Zwangserziehung in England. (The Reformatory and Industrial Schools.) Eine criminal-politische Studie. Stuttgart 1894. OCLC 84031835
- Die anglo-amerikanische Reformbewegung im Strafrecht. Eine Darstellung ihres Einflusses auf die kontinentale Rechtsentwickelung, Stuttgart 1908. OCLC 903089585
- Der Wirtschaftskampf der Völker und seine internationale Regelung, Stuttgart 1920. OCLC 609728916
- Grundriss der Kriminalbiologie, Berlin 1927. OCLC 614669557
- Mörder: die Untersuchung der Persönlichkeit als Beitrag zur Kriminalbiologischen Kasuistik und Methodik, Graz 1931 (gemeinsam mit Ernst Seelig, Martin Kalmann, Gustav Müller und Alfred Pokorn). OCLC 878334642